# Lelkowo (gmina)
Lelkowo est une gmina rurale du powiat de Braniewo, Varmie-Mazurie, dans le nord de la Pologne, à la frontière avec la Russie. Son siège est le village de Lelkowo, qui se situe environ 27 km à l'est de Braniewo et 64 km au nord de la capitale régionale Olsztyn.
La gmina couvre une superficie de 197,96 km2 pour une population de 3 066 habitants.

## Géographie
La gmina inclut les villages de Bartki, Bieńkowo, Dębowiec, Giedawy, Głębock, Grabowiec, Jachowo, Jarzeń, Jarzeński Młyn, Kildajny, Krzekoty, Kwiatkowo, Lelkowo, Lutkowo, Mędrzyki, Miłaki, Młyniec, Nałaby, Perwilty, Piele, Przebędowo, Słup, Sówki, Szarki, Wilknicki Młyn, Wilknity, Wola Wilknicka, Wołowo, Wyszkowo, Zagaje et Zdrój.
La gmina borde les gminy de Braniewo, Górowo Iławeckie et Pieniężno. Elle est également frontalière de la Russie (oblast de Kaliningrad).